# Cálculo com polinômios
Em matemática, polilômios são talvez as mais simples funções usadas em cálculo. Suas derivadas e integrais indefinidas são dadas pelas seguintes regras:
{\displaystyle \left(\sum _{k=0}^{n}a_{k}x^{k}\right)'=\sum _{k=1}^{n}ka_{k}x^{k-1}}
e
{\displaystyle \int \!\left(\sum _{k=0}^{n}a_{k}x^{k}\right)\,dx=\sum _{k=0}^{n}{\frac {a_{k}x^{k+1}}{k+1}}+C.\!}
Dado que, a derivada de {\displaystyle x^{100}} é {\displaystyle 100x^{99}} e a integral indefinida de {\displaystyle x^{100}} é {\displaystyle {\frac {x^{101}}{101}}+C} onde C é uma constante arbitrária de integração.